# 上今井橋
上今井橋（かみいまいばし）は、長野県中野市上今井の千曲川に架かる長野県道505号三水中野線のトラス橋。

## 概要
現橋

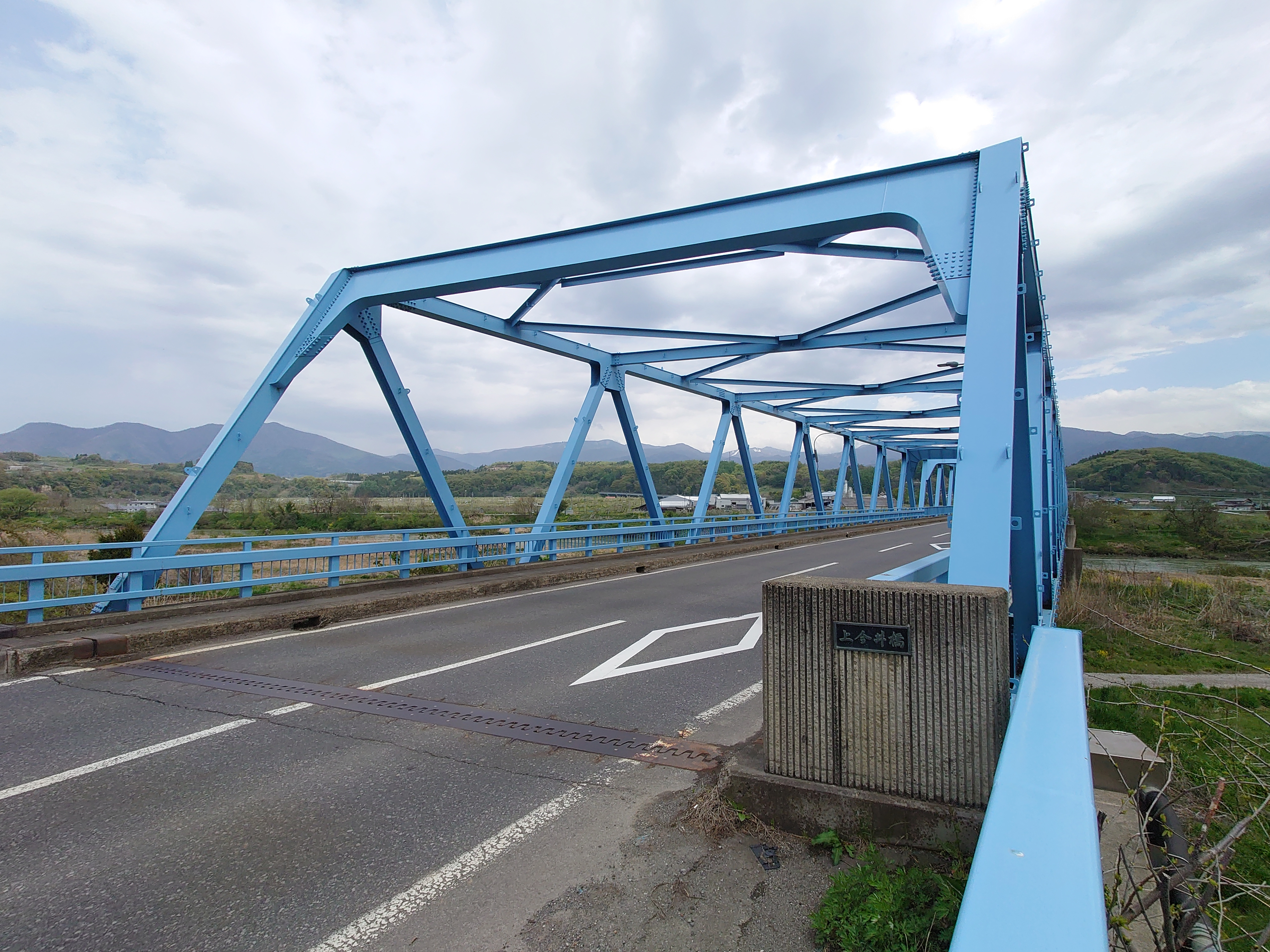
左岸から見た上今井橋。

- 形式 - 鋼1径間下路RC床版単純ワーレントラス橋・鋼3径間下路RC床版連続ワーレントラス橋
- 活荷重 - 1等橋 (TL-20)
  - 支間割 - 60.6 m + ( 3×68.000 m )
- 幅員 - 9.750 m
  - 車道 - 7.250 m
  - 歩道 - 2.000 m
- 施工 - 住友重機械工業・日本車輌製造・松尾橋梁（連続トラス部）・横河橋梁製作所（単純トラス部）
- 架設工法 - 自走クレーンベント工法・片持ち工法（連続トラス部）・横取り工法（単純トラス部）

吊橋時代の旧橋
- 形式 - 2径間連続木床版鋼トラス補剛吊橋
- 活荷重 - 5 t
- 橋長 - 210.0 m
  - 支間割 - 141 m + 69 m
- 幅員 - 3.6 m
- 施工 - 櫻田機械工業（上部工）・坂井組（下部工）

## 歴史
1870年（明治3年）神通川の舟橋を視察の上で舟橋で架橋された。千曲川の瀬替えに併せそれまでの渡し船から舟橋になったが、架橋当初の川幅は25間（約45 m）であったので3隻の船で済んでいたが、年々の川幅が増大するのにつれて必要な船も増えて、1902年（明治35年）には35隻にまでなった。
その後洪水の際の不便を考慮して1923年（大正12年）に幅2 mの木橋を架設する。この橋は1945年（昭和20年）10月6日に流失した。その後仮橋を架設したが、1946年（昭和21年）6月に再び木橋をかけた。
戦後になって1950年（昭和25年）に鉄骨による吊橋を着工し、1952年（昭和27年）5月12日に開通した。この橋は総工費3000万を要し、当時県下一と讃えられたが、その後の交通の飛躍的進歩に伴い幅員の狭さ、老朽化が目立つようになったので信号機をつけ交通整理を行った。
交通の不便を託った豊田村からの陳情の結果、根本的対策として現橋の上流側に新橋を架橋することとして、1980年度（昭和55年度）に着工し、10億円を費やして1985年（昭和60年）に橋長225.5 m、有効幅員9.25 mのトラス橋が完成した。その後、1994年（平成6年）には起点方の単純合成鈑桁（支間長20 m）を撤去し、単純下路トラス桁（支間長60.6 m）に架け替えている。
上今井橋は右岸において千曲川の旧河道の河道敷内にあり道路が嵩上げされておらず、千曲川増水時に冠水したことから拡幅・嵩上げ工が2015年度（平成27年度）から事業中である。